# Methanosarcina acetivorans
Methanosarcina acetivorans es una especie de arquea del orden metanosarcinales. Es un metanógeno versátil que se encuentra en ambientes tan diferentes como en pozos de petróleo, vertederos de residuos, fuentes hidrotermales abisales y sedimentos no oxigenados bajo lechos de kelps. Sólo M. acetivorans y microorganismos del género Methanosarcina utilizan indistintamente las tres rutas conocidas de la metanogénesis. Las Methanosarcinales, incluyendo M. acetivorans, son, así pues, las únicas archaea capaces de formar colonias multicelulares e incluso mostrar diferenciación celular. El genoma de M. acetivorans es uno de los mayores de todos los del dominio archaea.
En 2006, James G. Ferry y Christopher House descubrieron que M. acetivorans utilizan una ruta metabólica desconocida hasta el momento para metabolizar monóxido de carbono produciendo metano y ácido acético usando enzimas bien conocidas como la fosfotransacetilasa (PTS) y acetato quinasa (ACK). Esta ruta es sorprendentemente simple y fue propuesta por Ferry y House como quizá la primera ruta metabólica utilizada por los microorganismos primordiales. Entre otras teorías sobre el metabolismo primordial están la teoría heterotrófica y la teoría quimioautotrófica, pero ambas han recibido críticas por ser demasiado complejas para haber surgido espontáneamente. 
No obstante, en presencia de minerales que contienen sulfuros de hierro, tal y como se debieron encontrar en los sedimentos de los ambientes primordiales, el acetato sería convertido catalíticamente en acetato de tioéster, que es un derivado que contiene azufre. Los microbios primitivos podían obtener energía bioquímica en forma de adenosín trifosfato (ATP) convirtiendo nuevamente los acetatos de tioéster en acetato utilizando la PTS y la ACK,, el cual nuevamente se convertirá en acetato de tioéster para completar el proceso. En un ambiente así, una "protocélula" primitiva podría fácilmente producir energía a través de esta ruta metabólica, excretando acetato como producto de desecho. Es más, la ACK cataliza la síntesis de ATP directamente. Otras rutas generarían energía a partir del ATP sólo a través de complejas reacciones multienzimáticas en las que intervienen bombas y gradientes quimioosmóticos a través de membrana.